# Liste der Wiener Dombaumeister
Die folgenden Personen sind als Baumeister des Wiener Stephansdoms nachweisbar:
- 1372–1394 Chunradus Murator
- 1394/95 Michael Knab
- 1399 Ulrich Helbling
- 1403–1404 Wenzel Parler
- 1404–1429 Peter von Prachatitz
- 1429–1435/37 Hans von Prachatitz
- 1437–1444 Mathes Helbling
- 1444–1454 Hans Puchsbaum
- 1455–1477 Laurenz Spenning
- 1477–1488 Simon Achleitner
- 1488–1506 Jörg Kling
- 1506–1510 Jörg Öchsl
- 1510–1515 Anton Pilgram
- 1515–1520 Gregor Hauser
- 1520–1528 Michel Fröschl
- 1556–1578 Hans Saphoy
- 1590–1598 Peter Krug
- 1598–1600 Max Schor
- 1600–1616 Georg Peringer
- 1624–1641 Simon Humpeller
- 1641–1650 Hans Herstorffer
- 1654–1683 Adam Haresleben
- 1683–1688 Matthias Knox
- 1688–1713 Veith Steinböck
- 1713–1720 Johann Carl Trumler
- 1720–1733 Thomas Haresleben
- 1733–1753 Matthias Winkler
- 1839–1852 Paul Wilhelm Eduard Sprenger
- 1853–1862 Leopold Ernst
- 1862–1891 Friedrich von Schmidt
- 1891–1908 Julius Hermann
- 1908–1921 Ludwig Simon
- 1921–1937 August Kirstein
- 1937–1955 Karl Holey
- 1957–1991 Kurt Stögerer
- 1993–heute Wolfgang Zehetner[1][2]